# Ascleropsis
Ascleropsis es un género de coleóptero de la familia Oedemeridae.

## Especies
Las especies de este género son:
- Ascleropsis excellens
- Ascleropsis kolibaci
- Ascleropsis miladae
- Ascleropsis nepalensis
- Ascleropsis obscuroides
- Ascleropsis oudai
- Ascleropsis similis
- Ascleropsis volkovitshi